# Ciclismo nos Jogos Paralímpicos de Verão de 2016 - Contrarrelógio masculino C5
A disputa contrarrelógio masculino C5 do ciclismo nos Jogos Paralímpicos de Verão de 2016 ocorreu no dia 14 de setembro, no Aterro do Flamengo. O ucraniano Yegor Dementyev conquistou a medalha de ouro com o tempo 36:53.23; seguidos, as medalhas de prata e bronze ficaram, respectivamente, para o australiano Alistair Donohoe e para o brasileiro Lauro Cesar Chaman.

## Resultado
| Pos. | Nome                    | País                     | Tempo    |
| ---- | ----------------------- | ------------------------ | -------- |
| 1    | Yegor Dementyev         | UKR Ucrânia              | 36:53.23 |
| 2    | Alistair Donohoe        | AUS Austrália            | 37:33.36 |
| 3    | Lauro Cesar Chaman      | BRA Brasil               | 37:37.43 |
| 4    | Daniel Abraham Gebru    | NED Países Baixos        | 37:57.05 |
| 5    | Andrea Tarlao           | ITA Itália               | 38:14.59 |
| 6    | Wolfgang Eibeck         | AUT Áustria              | 38:15.05 |
| 7    | Liu Xinyang             | CHN China                | 39:55.90 |
| 8    | Tomáš Kajnar            | CZE República Checa      | 40:16.57 |
| 9    | Soelito Gohr            | BRA Brasil               | 40:49.70 |
| 10   | Christopher Murphy      | USA Estados Unidos       | 40:52.63 |
| 11   | Pierpaolo Addesi        | ITA Itália               | 41:28.36 |
| 12   | Edwin Fabian Matiz Ruiz | COL Colômbia             | 41:49.94 |
| 13   | José Frank Rodríguez    | DOM República Dominicana | 42:44.57 |
| 14   | Dane Wilson             | RSA África do Sul        | 44:17.59 |